# Claude Couinaud
Claude Maurice Couinaud (Neuilly-sur-Seine, 16 febbraio 1922 – Boulogne-Billancourt, 4 maggio 2008) è stato un chirurgo e anatomista francese, che ha dato contributi significativi nel campo della chirurgia epato-biliare.
Il suo libro Le Foie: Études anatomiques et chirurgicales si pone come il lavoro basilare per la chirurgia epatobiliare del XX secolo.

## Opere
- Claude Couinaud, ed (1957). Le Foie: Études anatomiques et chirurgicales.
- Claude Couinaud, ed (1989). Surgical Anatomy of the Liver Revisited.
- Claude Couinaud, ed (1991). Partition Reglée du fie pour Transplantation: Contrâintes Anatomiques (Controlled partition of the Liver for Transplantation: Anatomical Limitations).